# Otto Magnus von Stackelberg (1736-1800)
Ne pas confondre avec Otto Magnus von Stackelberg, archéologue estonien
Otto Magnus von Stackelberg (1736-1800) (en russe : Отто Магнус фон Штакельберг), diplomate russe, envoyé à Madrid de 1767 à 1771, ambassadeur en république des Deux Nations de 1772 à 1790. Par le biais du Conseil permanent qu'il contrôle au nom de Catherine II, il est de facto le véritable chef du gouvernement de la république des Deux Nations. De 1791 à 1793 il est ambassadeur en Suède.

## Biographie
Il commence sa carrière comme envoyé à Madrid de 1767 à 1771.
Après que le traité de partition de la Pologne a été rendu public le 5 août 1772, Otto Magnus von Stackelberg devient le nouvel ambassadeur de Russie en Pologne. 
Sa première tâche consiste à s'assurer que la Diète de Pologne (Sejm) ratifiera bien le traité. Lors de la Diète de Partition, il contraint un bon nombre des députés qui ratifient le traité le 30 septembre 1773. 
Pour contrôler le gouvernement, il crée le Conseil permanent, qui lui permet de gouverner à la place Stanisław August Poniatowski, qui lui décerne cependant l'ordre de l'Aigle blanc. Il n'hésite pas d'ailleurs à humilier le roi, en organisant par exemple, sans même l'en avertir, des réceptions au palais Łazienki, la résidence royale.
En 1776, Stackelberg permet tout de même au roi d'effectuer quelques réformes mineures. Mais en 1780 il s'oppose au chancelier Andrzej Zamoyski qui est chargé de rédiger un nouveau code civil (Code Zamoyski (en)), qui en limitant les pouvoirs de la noblesse et du clergé, doit donner au roi les moyens de gouverner. Une Pologne plus forte n'étant pas dans l'intérêt de la Russie, Stackelberg s'oppose ainsi, de 1778 à 1786, à la plupart des réformes proposées par Poniatowski.
En 1787 et 1788, les Russes s'engagent simultanément dans une guerre contre la Turquie et dans une guerre contre la Suède. Poniatowski en profite pour faire passer quelques réformes limitées qui sont d'abord approuvées par Catherine II qui voit là une manière de la Pologne un allié. 
Mais la Pologne se tourne peu à peu vers un autre allié potentiel, la Triple-Alliance, principalement représentée sur la scène diplomatique polonaise par le royaume de Prusse qui semble fournir une meilleure protection contre l’interventionnisme russe. Un traité d'alliance et d'amitié entre la Pologne-Lituanie et la Prusse est même signé le 29 mars 1790. Le virage pro-prussien n'est pas soutenu par Poniatowski, qui néanmoins adhère à la décision de la majorité des députés de la Diète. 
Forts de cette nouvelle alliance et en dépit de l'opposition de Stackelberg, les réformateurs polonais réussissent à faire passer un nombre croissant de réformes au cours la Grande Diète (1788-1792). Une nouvelle constitution polonaise est finalement adoptée le 3 mai 1791.
Devant son impuissance à empêcher toutes ces réformes, Catherine II finit par s'en agacer et rappelle Stackelberg à Saint Petersbourg, avant de lui confier une nouvelle ambassade en Suède (de 1791 à 1793).

## Sources
- (en) Cet article est partiellement ou en totalité issu de l’article de Wikipédia en anglais intitulé « Otto Magnus von Stackelberg (ambassador) » (voir la liste des auteurs).